# Арма (графство)
Графство Арма (на английски: County Armagh – Каунти Арма, на ирландски: Contae Ard Mhacha) е едно от традиционните графства в Ирландия. Намира се в провинция Ълстър и е част от Северна Ирландия. Наречено е на град Арма – центъра на графството.
Графство Арма е добре познато като „овощното графство“, защото земята е прекрасна за отглеждане на ябълкови дървета. Намира се на юг от езерото Лох Ней.